# Petru Popescu
Petru Popescu (Bukarest, 1944. február 1. –) román és amerikai regényíró, forgatókönyvíró és filmrendező.

## Élete és művészi pályája
Petru Popescu Bukarestben született 1944-ben értelmiségiek gyermekeként. Apja, Radu Popescu, ismert színikritikus volt, anyja pedig, Nelly Cutava, a Nottara színház színésze. Volt egy ikertestvére, Pavel, aki kamaszkorukban meghalt, és ez lelkileg nagyon megviselte. Egy másik csapás szülei elválása volt.
A bukaresti Spiru Haret Gimnáziumban érettségizett, majd a Bukaresti Egyetem Idegen nyelv és irodalom karán szerzett diplomát 1967-ben, germán nyelvekre és összehasonlító irodalomtudományra szakosodva. Még egyetemista korában debütált 1966-ban két kis verseskötettel, Zeu printre blocuri (Isten a tömbházak között) és Fire de jazz (Dzsessz-szálak) majd az első kisprózás kötete jelent meg 1967-ben Moartea din fereastră (Halál az ablakban) címmel.
Első nagy sikerét 1969-ben érte el a Prins (Csapdában) című regényével, amely főszereplője egy gyógyíthatatlan beteg fiatalember. A regény valódi társadalmi jelenség lett, mivel sokféle közönség talált magára benne szerelmeivel, reményeivel, csalódásaival vagy elkeseredettségével. 1970-ben újabb nagy sikert aratott a Dulce ca mierea e glonțul patriei (Mézédes a hazától kapott lövés), amely katonai szolgálata alatt szerzett tapasztalataira alapszik, és a főhős szól benne első személyben az akkoriban hivatalosan elvárt hazafias szólamok nélkül.
1972-ben a filmművészetben is debütált mint a Drum în penumbră (Út a félhomályban) című film forgatókönyvének szerzője.
Az 1970-es évek elején a kommunista párt igyekezett magához vonzani mindenféle társadalmi rétegekből való embereket, főleg fiatalokat. Így lett Petru Popescu a KISZ központi bizottságának póttagja, bár írásaiban nem tükröződött behódoltság. Inkább bestsellerszerű regényeivel elért sikereinek köszönhette jó társadalmi helyzetét.
Sikerei nyomán felfigyelt Petru Popescura Zoia Ceaușescu. Barátság és flört jött létre közöttük. 1973-ban a Ceaușescu házaspár Dél-amerikai körútján részt vett újságíróként Zoiával együtt. Ennek az utazásnak és ennek a kapcsolatnak a tapasztalata ihlette meg a sokkal később, 2009-ben írt Supleantul (A helyettes) című regényében. 1973-ban már érződött, hogy a személyi kultusz és a kommunista rendszer még inkább meg fog keményedni. Maga Zoia erősítette meg ezt az érzést Popescuban, azt mondva neki, hogy hamarosan nem fogják többé megengedni, hogy olyan szabadon írjon, mint az elmúlt 4-5 évben. Olyan tanácsokat is kapott, hogy Ceaușescut dicsőítő írásokat jelentessen meg.
1974-ben meghívták az Iowai Egyetem Nemzetközi Íróprogramja keretében rendezett szemináriumra. Útlevelet csak azután kapott, miután sikerült Ceaușescuhoz jutnia és személyesen kérnie. Elutazott, de a visszafelé úton Londonban elhatározta, hogy mégsem tér vissza Romániába, és újból Amerikába ment. Romániában minden művét eltüntették, könyvtárak titkos állományába kerültek.
A hollywoodi Amerikai Filmintézetben végzett tanulmányokat. Áttért az angol nyelven való írásra. 1977-ben Peter Weirrel és Tony Morphetttel együtt megírta a The Last Wave (Az utolsó hullám) című film forgatókönyvét, majd 1978-ban megjelentette a Before and After Edith (Edith előtt és után) című regényét. Ugyanabban az évben megházasodott Iris Friedman újság- és forgatókönyvíróval, egy Csehországból származó zsidó család lányával, akivel két gyereke lett. Beverly Hillsben telepedtek le.
Több regényt és forgatókönyvet írt még angolul. 1986-ban a Death of an Angel (Egy angyal halála) című film rendezője is volt.
1990 után románul is kezdett újra írni, és megjelentetni könyveket Romániában, ahova rendszeresen látogat. Kiadtak román fordításban az azelőtt és azután angolul kiadott könyveiből is, valamint új kiadások jelentek meg az 1974 előtti műveiből.
A legnagyobb közönségsikere Amerikában az Almost Adam (Majdnem Ádám) 1995-ben megjelent regényének volt, amellyel két év alatt csaknem négy millió dollárt keresett.
Egy másik regényének, a The Oasis: A Memoir of Love and Survival in a Concentration Camp (Az oázis. Szerelem és túlélés koncentrációs táborban) (2001) érdekessége az, hogy a felesége szülei múltjának egy szakasza elevenedik fel benne.

## Művei

### Románul 1974-ig
- 1966[10]
  - Zeu printre blocuri (Isten a tömbházak között). Bukarest: Editura pentru literatură (versek)
  - Fire de jazz (Dzsessz-szálak). Editura pentru literatură (versek)
- 1967 – Moartea din fereastră (Halál az ablakban). Editura pentru literatură (kispróza)
- 1969 – Prins (Csapdában). 1. kiadás. Editura pentru literatură (regény)
- 1970 – Dulce ca mierea e glonțul patriei (Mézédes a hazától kapott lövés). Bukarest: Cartea Românească (regény)
- 1971
  - Prins. 2. kiadás. Bukarest: Eminescu
  - Om în somn (Alvó ember). Bukarest: Albatros (versek)
- 1972 – Drum în penumbră (Út a félhomályban) (film-forgatókönyv)
- 1973
  - Să crești într-un an cât alții într-o zi (Egy év alatt annyit nőj, mint mások egy nap alatt). Eminescu (regény)
  - Între Socrate și Xantippa (Szókratész és Xanthippé között). Eminescu (esszék)
- 1974
  - Sfârșitul bahic (Bacchusi vég). Cartea Românească (regény)
  - Copiii Domnului. O legendă munteană (A Úr fiai. Munténiai legenda). Eminescu (regény)

### Angolul
- 1975 – Boxes, Stairs & Whistle Time (Dobozok, lépcsők és fütyülés ideje). Anthony Rudolf és Peter Jay közreműködésével. Knotting (Bedfordshire): Omphalos Press (versek)[11]
- 1977 – The Last Wave (film-forgatókönyv, közreműködés)[3]
- 1978 – Before and After Edith (Edith előtt és után). London – New York: Quartet Books (regény)
- 1982 – Friday the 13th Part III (Péntek 13. – III. rész: Véres kirándulás) (film-forgatókönyv, közreműködés)
- 1984 – Obsessive Love (Megszállott szerelem) (TV-játék forgatókönyve)[3]
- 1986
  - In Hot Blood: A Vampire Novel (Forróvérrel. Vámpírregény). 1. kiadás. Los Angeles, CA: Medallion Books
  - Death of an Angel (Egy angyal halála) (film-forgatókönyv)[3]
- 1988
  - Emma: Queen of the South Seas (Emma, a déli tengerek királynője) (TV-sorozat forgatókönyve)[3]
  - In Hot Blood: A Vampire Novel. 2. kiadás. New York: Ballantine Books
- 1991
  - Amazon Beaming (Az Amazonas sugárzása). London: MacDonald; Abacus (regény)
  - Nobody's Children (Senki gyermekei) (TV-játék forgatókönyve)[3]
- 1996 – Almost Adam (Majdnem Ádám). New York: William Morrow; Avon Books (regény)
- 2001
  - The Oasis: A Memoir of Love and Survival in a Concentration Camp (Az oázis. Szerelem és túlélés koncentrációs táborban). New York: St. Martin's Press
  - The Return (A visszatérés) (önéletrajzi írás)
- 2007 – Weregirls: Birth of the Pack (Farkaslányok. A falka születése). New York: Tor Teen (regény)
- 2008
  - Weregirls: Through the Moon Glass (Farkaslányok. A holdüvegen keresztül) (regény)
  - Footprints in Time (Lábnyomok az időben). New York: Laura Geringer Books (ifjúsági regény)
- 2009 – Girl Mary (A názáreti lány). New York: Simon & Schuster (regény)

### Angolul írt könyvek román fordításai
- 1993 – Înainte și după Edith (Edith előtt és után). Bukarest: Fundația Culturală Română
- 2001 – Întoarcerea (A visszatérés). Bukarest: Nemira
- 2002 – Oaza (Az oázis). Bukarest: Mașina de scris
- 2003 – În coasta lui Adam (Majdnem Ádám). Nemira
- 2008 – Urme în Timp (Lábnyomok az időben). Bukarest: Corint
- 2009 – Fata din Nazaret (A názáreti lány). Bukarest: Curtea Veche

### Csak románul
- 2009 – Supleantul (A helyettes) (regény). Curtea Veche

### Fordítások más nyelvekre
Petru Popescu műveiből lefordítottak még angolra, csehre, dánra, franciára, görögre, héberre, hollandra, japánra, kínaira, koreaira, lengyelre, magyarra, németre, olaszra, portugálra, spanyolra, svédre és szlovákra.
Magyarul két műve jelent meg:
- Csapdában. Budapest: Európa Könyvkiadó. 1972 (Belia György fordítása).
- Hans Torberg háborúja (Kisregény). Karig Sára (szerk.) Égtájak 1972. Öt világrész elbeszélései. Európa Könyvkiadó. 289–307. o. (Borsi-Kálmán Béla fordítása)